# الأنبا صرابامون
صرابامون (بالقبطية: Ⲁⲃⲃⲁ Ⲥⲉⲣⲁⲡⲁⲙⲟⲛ)‏ أسقف ورئيس دير الأنبا بيشوي بوادي النطرون بمحافظة البحيرة بمصر من عام 1977 حتى وفاته يوم 8 مارس 2020.

## النشأة
ولد عازر قليد بسطاورس في أرمنت، الأقصر، في 20 فبراير 1937. التحق بدير مريم العذراء - السريان، ورسم راهبا يوم الثلاثاء 8 ديسمبر 1959. اختار اسم صرابامون لتاريخ تكريسه يتوافق مع الثامن والعشرين من هاتور، وهو يوم عيد استشهاد القديس صرابامون أسقف نيكيو.
في الأحد 24 فبراير، 1963، رسم قسيسا. رُقي لاحقًا إلى درجة القمصية يوم الأحد 25 يونيه 1967، وصار اب اعتراق لرهبان الدير.

## الأسقفية
في يوم الأحد 17 يونيو 1973، الموافق عيد العنصرة، كرسه البابا شنودة الثالث أسقفًا عامًا. في وقت لاحق، يوم الأحد 29 مايو 1977، تم تنصيبه أسقفًا ورئيسًا لدير القديس بيشوي.
في يوم الأربعاء الموافق 31 يناير 1996، لبس الإسكيم المقدس، تقديراً لإتمامه أكثر من 30 عامًا من التقوى والخدمة الرهبانية. كما أقام الدير احتفالاً بعيد ميلاده الستين في 2 ديسمبر 2019.
خلال رسالته الأسقفية، كان عضوًا في لجنة أديرة المجمع المقدس وشؤون الرهبنة، ولجنة الطقوس، ولجنة شؤون الأبرشية. كما كان مسؤولاً عن الإشراف على بناء الأديرة الجديدة في أوروبا وأمريكا الشمالية.

## الوفاة
توفي الانبا صرابامون يوم الأحد 8 مارس 2020 بعد أربعة أيام من العلاج في المستشفى. وأقيمت صلاة الجنازة يوم الثلاثاء 10 مارس 2020، ودفن في قبر مجاور لنصب البابا شنودة الثالث في دير القديس بيشوي.